# Hierodula tenuidentata
Hierodula tenuidentata är en bönsyrseart som beskrevs av Henri Saussure 1869. Hierodula tenuidentata ingår i släktet Hierodula och familjen Mantidae.
Arten har ett stort utbredningsområde i Eurasien. Den förekommer från västra Ryssland, Ukraina och Turkiet till Sydostasien och över Malackahalvön till Sumatra. En introducerad population hittades i Italien. Kanske når den även Grekland, Bulgarien och Albanien. Populationer kring Kaukasus kan även vara Hierodula transcaucasica. Denna bönsyrsa kan anpassa sig till flera olika habitat som fuktiga städsegröna skogar, torra buskskogar, stadsparker och jordbruksmark. Vuxna exemplar har olika andra insekter som föda som de fångar under natten eller på dagen. I sällsynta fall ingår små ryggradsdjur i födan. Honor lägger 2 till 3 paket (ootheca) som liknar kokonger som innehåller 100 till 250 ägg.
Troligtvis påverkas beståndet negativ av bekämpningsmedel. Allmänt gynnas Hierodula tenuidentata av människans aktiviteter och den har en ökande population (främst i Europa). IUCN listar arten som livskraftig (LC).

## Underarter
Arten delas in i följande underarter:
- H. t. darvasica
- H. t. tenuidentata